# Gioacchino Assereto

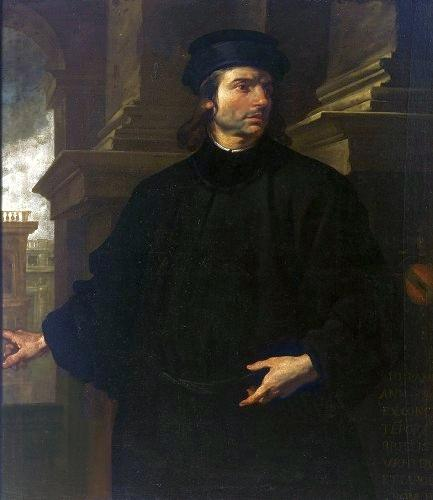
Portret Giovanniego Battisty Panese, Muzeum Narodowe w Warszawie

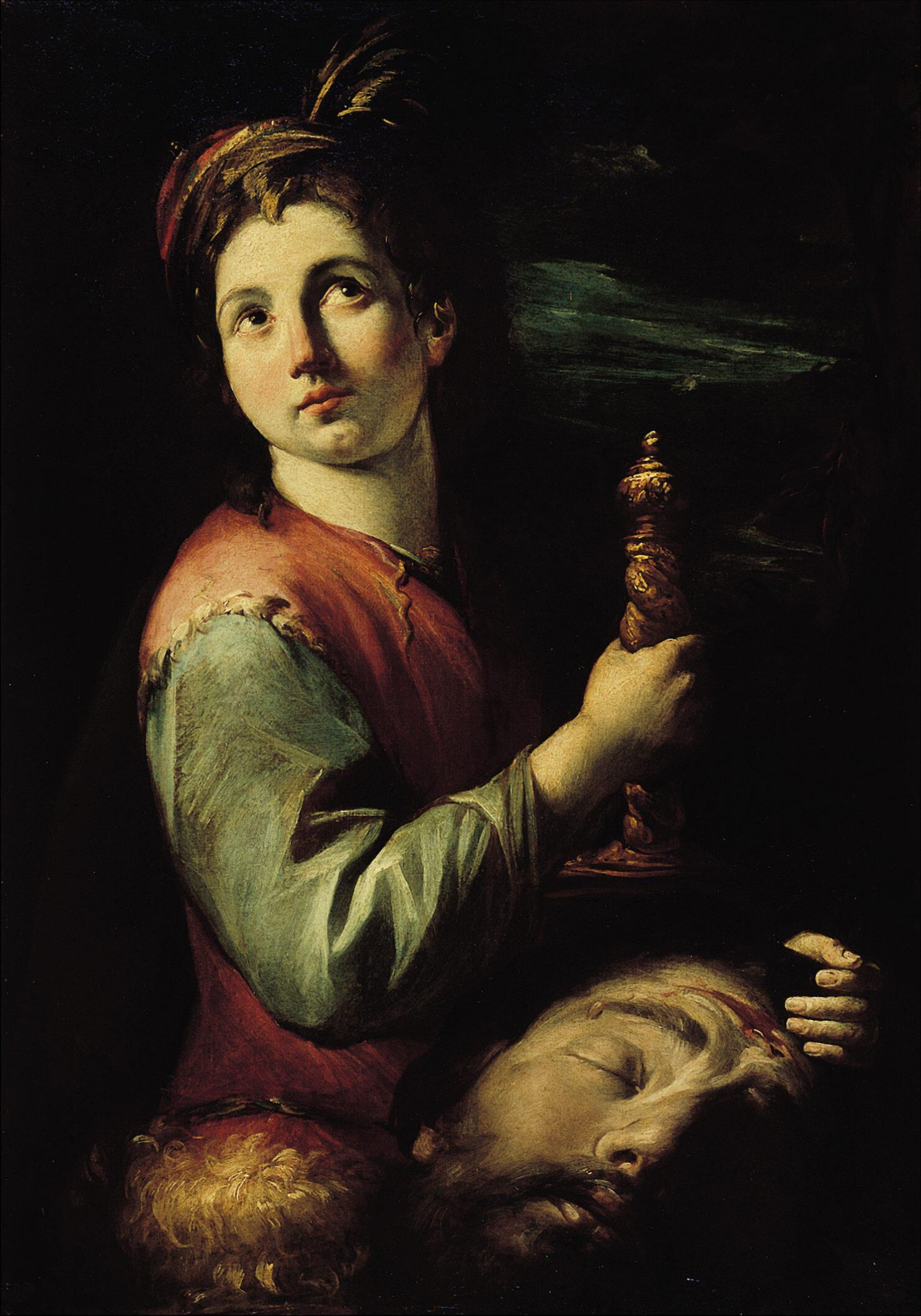
Dawid z głową Goliata ok. 1640, Norton Simon Museum, Pasadena

Gioacchino Assereto (ur. 1600 w Genui, zm. 28 czerwca 1649 tamże) – włoski malarz barokowy.
Uczył się w warsztatach Luciano Borzone i Giovanni Andrea Ansaldo. W 1639 był wzmiankowany w Rzymie, jednak większość życia spędził w rodzinnej Genui. Malował monumentalne sceny religijne i portrety, tworzył również świeckie dekoracje ścienne. Wiele prac Assereto świadczy o wpływie twórczości Caravaggia.
W Muzeum Narodowym w Warszawie (Galeria Malarstwa Włoskiego i Francuskiego) znajduje się obraz Gioacchino Assereto wykonany na płótnie Portret Giovanniego Battisty Panese (nw. M. Ob. 671).